# Armando Infantino
Armando Infantino – australijski judoka.
Uczestnik mistrzostw świata w 1965. Srebrny medalista mistrzostw Oceanii w 1965. Mistrz Australii w 1965 roku.